# Micheil Chuciszwili
Micheil Chuciszwili (gruz. მიხეილ ხუციშვილი, ur. 28 stycznia 1979 w Gruzji) – gruziński napastnik, który ostatnio występował w FK Vojvodinie. Podpisał umowę z tym klubem w styczniu 2009. Wcześniej grał w takich klubach, jak Sioni Bolnisi, Sheriff Tyraspol, PAE Kalamata, PAS Janina, Dinamo Tbilisi, ponownie Sioni Bolnisi, ponownie Dinamo Tbilisi i Olimpik Baku.